# 윤승균
윤승균(1983년 1월 7일 ~ )은 전 KBO 리그 두산 베어스의 외야수이다.
2001년 현대 유니콘스의 2차 12순위로 지명되었으나, 이후 현대 유니콘스에서 지명권을 포기하여 홍익대학교에 진학했다. 홍익대학교를 졸업한 후 2005년 신고선수로 두산 베어스에 입단했다. 그러나 2006년 성폭행 사건으로 물의를 빚어 공백이 생겼고, 2007년에 복귀했지만 2008년 시즌 후 두산 베어스에서 임의탈퇴되었다. 타격은 1할 8푼대로 좋지 않았으나, 빠른 발로 도루가 많은 선수였고 2005년 116경기에 출장하여 39도루로 도루 2위에 올랐다. 그러나 2006년의 성폭행 사건은 그에게 족쇄가 되었다. 그로 인해 2006년에는 1군 4경기 출장에 그치고 시즌 아웃되었다. 2006년 윤승균이 나이트 클럽에서 만난 한 여성을 집에 대려다 주겠다며 자신의 승용차에 태운 뒤 강제로 성폭행을 한 혐의로 징역 2년, 성폭력 치료 강의 40시간을 서울서부지방법원으로부터 선고받았다. 이후 그는 2011년 KIA 타이거즈의 입단 테스트를 받고 입단 직전까지 갔으나, 성폭행 사건으로 인해 팬들의 원성이 높아지게 되어 KIA 타이거즈에서도 결국 그를 받아들이지 않았다.

## 출신 학교
- 서울수유초등학교
- 신일중학교
- 신일고등학교
- 홍익대학교

## 참고 자료
- 위대한에 이어 윤승균까지, 다시 불거진 ‘도덕성 논란’[깨진 링크(과거 내용 찾기)], 《스포츠서울》, 2008년 1월 5일.
- 윤승균 KIA 입단…"제발 기회를 주시라"[깨진 링크(과거 내용 찾기)], 《OSEN 스포츠》, 2011년 1월 20일.